# Just Dance (Nilla Nielsen)
Just Dance är en singelskiva av Nilla Nielsen, utgiven 20 maj 2009. 
Just Dance är helt inspelad under vatten, och under hösten 2010 blev musikvideon till "Just Dance", nominerad till The North Sea Film Festival i Amsterdam,  där Nilla Nielsen även framförde låten live.

## Låtlista
1. Just Dance – (Nilla Nielsen)

## Band
- Nilla Nielsen – Sång, gitarr & klaviatur

## Musikvideo
Just Dance finns även som musikvideo

## Fotnoter
1. ↑  ”Nominerad till North Sea Film Festival” Arkiverad 15 november 2010 hämtat från the Wayback Machine., North Sea Film Festival, 19--21/11 2011